# Stazione di Acilia
La stazione di Acilia è una stazione ferroviaria della ferrovia Roma-Lido posta in zona Acilia Nord, nel territorio del Municipio X a Roma, tra le stazioni di Acilia Sud-Dragona e Casal Bernocchi-Centro Giano.

## Storia
La stazione di Acilia fu inaugurata con l'apertura della prima tratta della ferrovia Roma-Lido tra Marina di Ostia e Porta San Paolo il 10 agosto 1924. Durante la seconda guerra mondiale fu distrutta dai bombardamenti per poi essere ricostruita nel dopoguerra.
Ha subito profonde trasformazioni nel 2000 con la chiusura in galleria di una parte del tratto che, partendo dalla stazione stessa, va in direzione Roma. I piani originali prevedevano l'abbassamento dei binari e delle banchine con conseguente chiusura in galleria di tutta la stazione per fare spazio, al di sopra, a un parcheggio. Questa idea venne successivamente accantonata e la stazione è stata ammodernata e lasciata in superficie.
La sicurezza della stazione è stata potenziata nel 2009 grazie all'installazione di telecamere per la videosorveglianza della stazione, agli ingressi di via Angelo Zottoli e largo dei Romagnoli, lungo la via Ostiense, e, grazie all'operazione "Strade Sicure", dalla frequente presenza di militari dell'Esercito Italiano.
Nel 2010 sono stati completati i lavori per la creazione di un parcheggio di fronte all'entrata della stazione.

## Strutture e impianti
La stazione è sita lungo la strada provinciale 8bis via Ostiense in zona Acilia Nord. Sebbene si tratti di una stazione di superficie le banchine sono situate al di sotto del livello stradale, è dotata di due binari, a cui se ne aggiunge uno di scalo. Inoltre subito dopo la stazione, in direzione Roma Porta San Paolo, inizia una breve galleria.
Il fabbricato viaggiatori, a pianta rettangolare, è posto in posizione trasversale rispetto alla strada e si affaccia su un piccolo parco pubblico. Esso ospita un atrio all'interno del quale si trovano: una biglietteria a sportello e delle biglietterie automatiche, un bar tabaccheria, i servizi igienici e i tornelli. Si accede alle banchine attraverso due corridoi coperti in discesa dotati anche di scale mobili o attraverso gli ascensori.
Nei pressi della stazione sono presenti inoltre due parcheggi di scambio oltre che una fermata e diversi capolinea delle autolinee urbane gestite da ATAC e Roma TPL, che collegano la stazione ad Ostia oltre che alle circostanti zone di Acilia Sud, Acilia Nord, Dragona, Dragoncello, Casal Bernocchi e Centro Giano.

## Movimento
La stazione è attraversata dai soli convogli in servizio viaggiatori sulla ferrovia Roma-Lido, gestita per conto della Regione Lazio dalle società in house ASTRAL (come gestore dell'infrastruttura) e Cotral (come impresa ferroviaria). Le stazioni adiacenti sono Acilia Sud-Dragona in direzione Cristoforo Colombo e Casal Bernocchi-Centro Giano in direzione Roma Porta San Paolo.

## Servizi
La stazione dispone di:
- Biglietteria a sportello
- Biglietteria automatica
- Servizi igienici
- Bar

## Interscambi
La stazione permette i seguenti interscambi:
- Fermata linee autobus urbane